# Ophiolebes pachyphylax
Ophiolebes pachyphylax är en ormstjärneart som beskrevs av Hubert Lyman Clark 1915. Ophiolebes pachyphylax ingår i släktet Ophiolebes och familjen knotterormstjärnor. Inga underarter finns listade i Catalogue of Life.